# Escuela de Ferrara

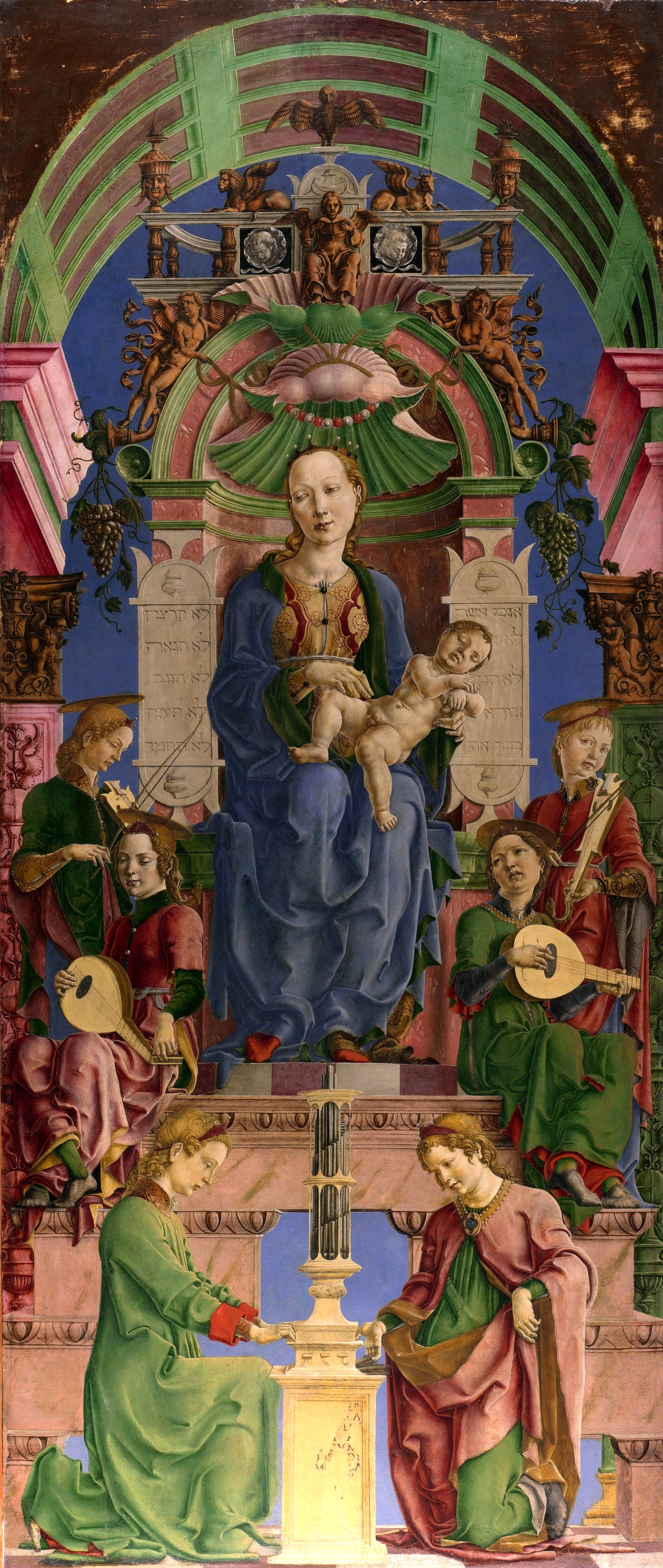
Virgen con el niño, de Cosmè Tura.

Escuela de Ferrara es el nombre que la historiografía utiliza para designar a una de las escuelas italianas de pintura durante el Renacimiento, cuyo foco fueron los talleres pictóricos de la ciudad de Ferrara, estrechamente vinculados a la casa de Este, que con su mecenazgo concentró la mayor parte de los encargos artísticos desde el siglo XV.
Nicolás III de Este (1393-1441) y sus tres hijos, Leonello (1441-1450), Borso (1450-1471), y Ercole I (1471-1505), expandieron la importancia política y artística de la ciudad, dando trabajo a una creciente población de artesanos. El mecenazgo se acrecentó con Hércules I de Este, y continuó hasta la muerte sin herederos de Alfonso II de Este en 1597, momento en que el ducado de Ferrara fue anexionado por los Estados Pontificios, gracias al apoyo militar de los Habsburgo hispano-austríacos.
Desde finales del siglo XIV hasta 1440 se desarrolló en Ferrara un arte elegante y refinado, pero superficial y afectado, como el que triunfaba en toda Europa, conocido como gótico internacional. Sus últimos representantes en la Italia del norte, Pisanello y Jacopo Bellini, entraron al servicio de los Este en Ferrara en esa década de 1440.
El nuevo estilo renacentista aparece entre Padua y Venecia con la llegada de artistas toscanos, como Andrea del Castagno (1422), Paolo Uccello (1423-31 y 1445), Filippo Lippi (1434) y sobre todo Donatello (1443), cuya estancia por diez años en Padua tuvo repercusión en toda la región. Andrea Mantegna, al comienzo de su carrera en Padua, fue uno de los primeros artistas de la Italia septentrional en expresarse con las convenciones del estilo moderno. Al final de la década de 1450, Ferrara reforzó sus lazos artísticos con Padua acogiendo a Mantegna, así como al flamenco Roger van der Weyden, que realizó en la ciudad una escala de su viaje por Italia. Los pintores ferrareses de la segunda mitad del XV: Cosmè Tura, Francesco del Cossa y Ercole Ferrarese (llamdado también Ercole de' Roberti) encontraron un estilo propio, sin equivalente en los demás focos artísticos italianos. Son característicos sus cuerpos y rostros demacrados y las expresiones extáticas y dolorosas, que extreman los modelos de Bellini o de Mantegna.
Su estilo evolucionará con el tiempo, incorporando influencias de los focos vecinos: Mantua, Venecia, Lombardía, Florencia y sobre todo Bolonia. Los lazos con la escuela boloñesa fueron particularmente estrechos. Muchas de las colecciones locales, como las de la familia Gonzaga, gobernantes de Mantua, se dispersaron con el final de la casa de Este en 1598.
Especialmente a finales del siglo XV, Ferrara fue uno de los principales centros de grabado de toda Italia. Los grabados más famosos fueron las dos series conocidas tradicionalmente como Mantegna Tarocchi, aunque no se pueden atribuir a Mantegna, sino cada una de ellas a algún maestro no identificado.

## Principales representantes

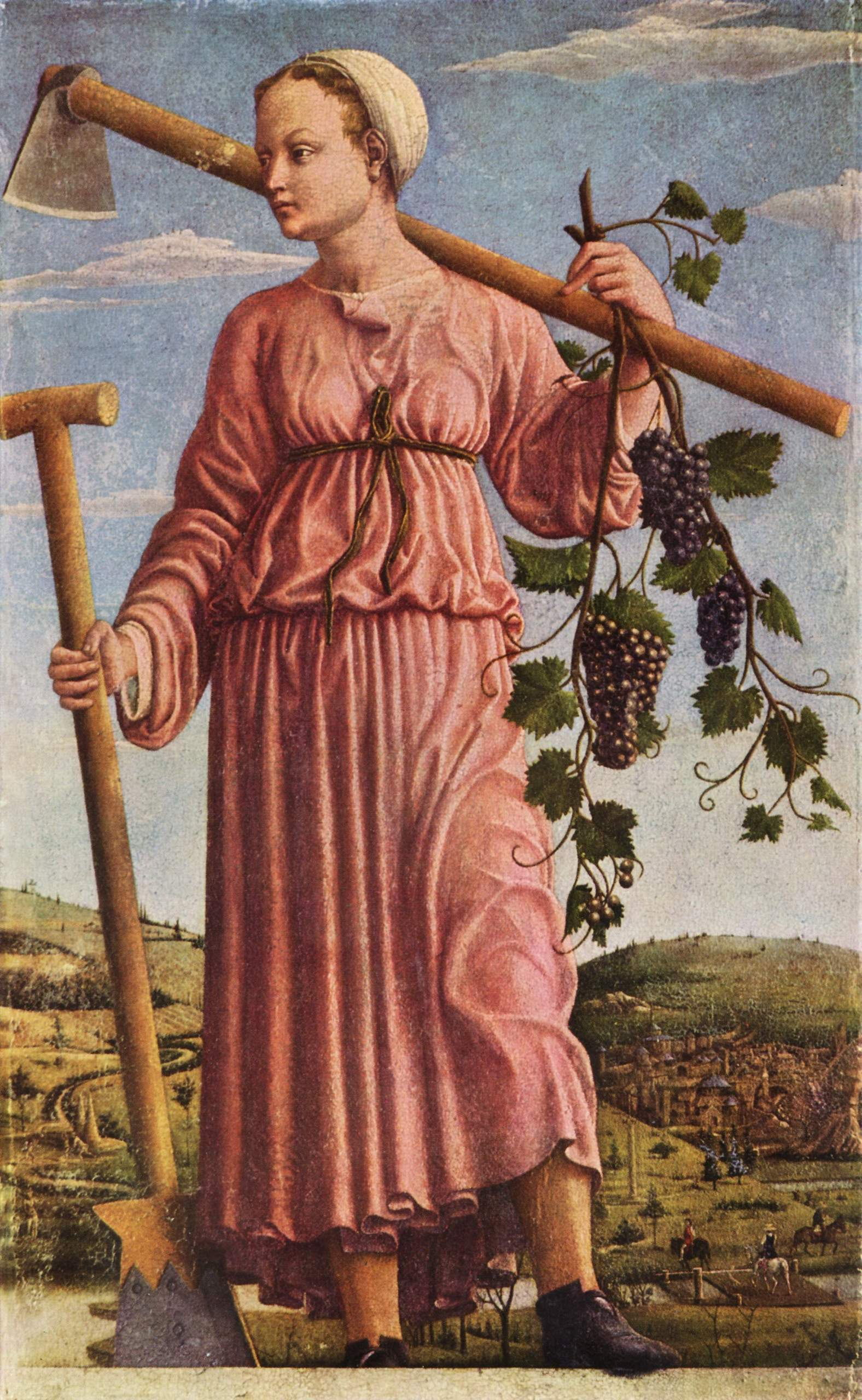
La Primavera (la musa Polyhymnia), de Francesco del Cossa.

### Antes de la segunda mitad delsigloXV
- Gelasio di Nicolò
- Galasso Galassi
- Cristoforo da Ferrara
- Antonio Alberto

### Segunda mitad delsigloXV
- Cosmè Tura (1430? - 1495)
- Francesco del Cossa (Ferrara, v. 1436- Bolonia, 1477/1478)
- Ercole de' Roberti (1451 circa - 1496)
- Lorenzo Costa (Ferrara, 1460 - Mantua, 5 de marzo de 1535)
- Boccaccio Boccaccino
- Domenico Panetti
- Giovanni Battista Benvenuti (conocido también como l'Ortolano Ferrarese) (1490-1525)
- Ercole Grandi
- Ludovico Mazzolino
- Michele Coltellini
- Bono da Ferrara (Ferrara 1442 - 1461)

### sigloXVI

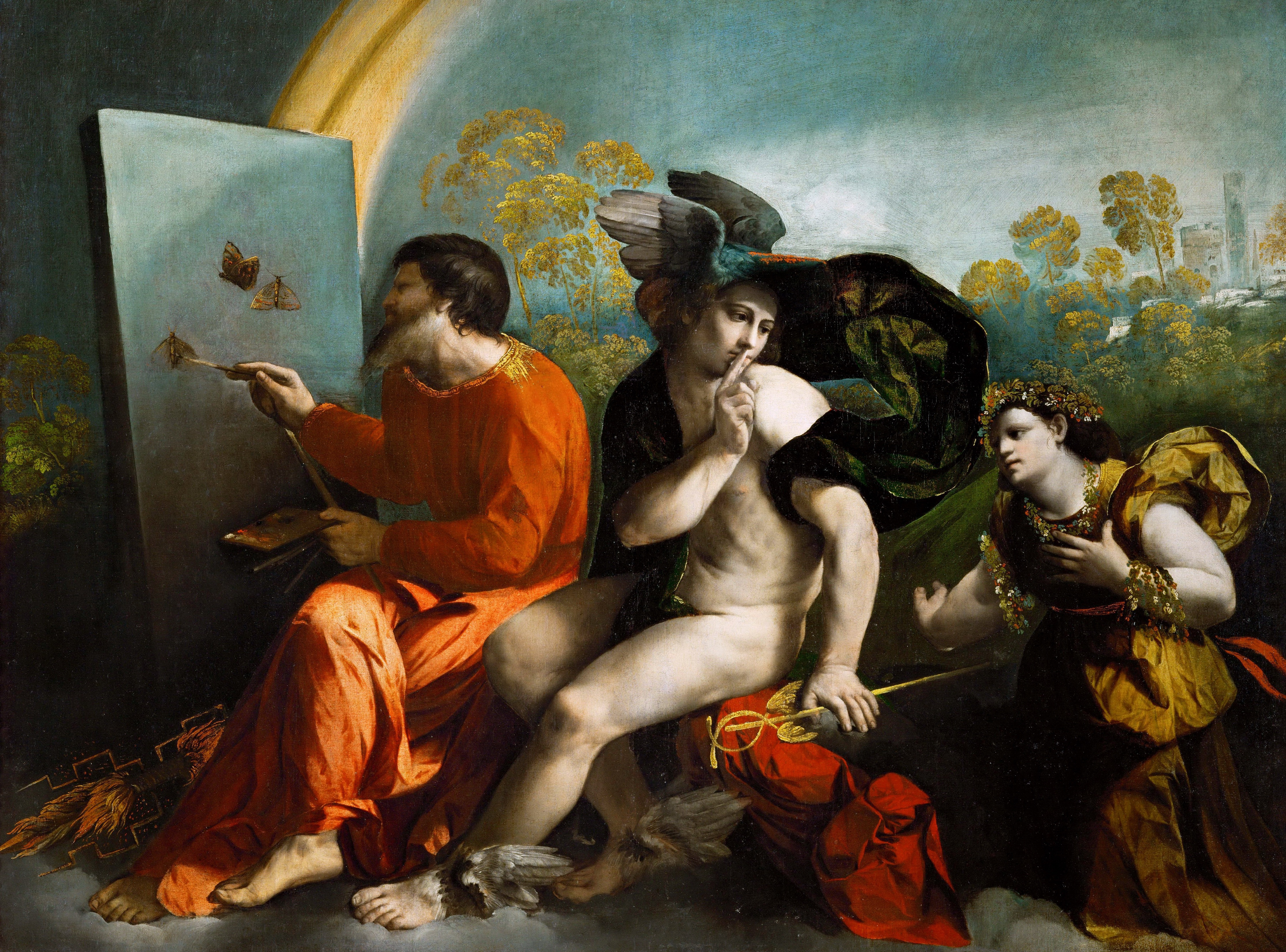
Júpiter, Mercurio y la Virtud, de Dosso Dossi (1522-1524).

- Dosso Dossi (1490-1542) y Battista Dossi  (después de 1490-1548)
- Girolamo da Carpi
- Benvenuto Tisi da Garofalo, conocido como Il Garofalo (Ferrara, 1481 - Ferrara, 6 de septiembre de 1559)
- Ludovico Mazzolino (1480 circa - 1530 circa)
- Sigismondo Scarsella
- Ippolito Scarsella, conocido como Scarsellino
- Carlo Bononi también activo en Bolonia y Mantua (1569 - 1632)
- Sebastiano Filippi conocido como Bastianino (1532 circa - 1602)
- Camillo Ricci
- Domenico Mona
- Gaspare Venturini
- Giovanni Andrea Ghirardoni
- Giovanni Paolo Grazzini
- Jacopo Bambini
- Giulio Cromer

### SiglosXVIIyXVIII

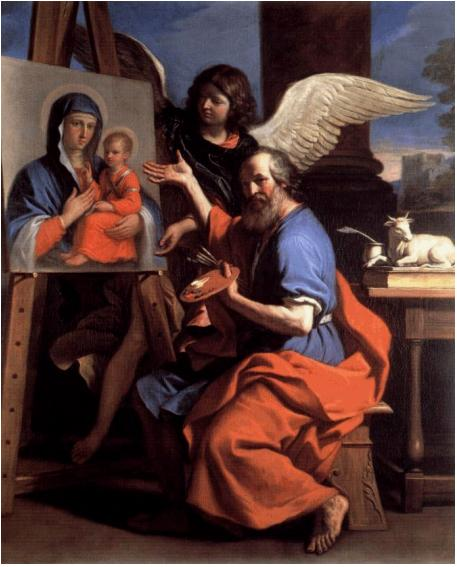
San Lucas, de Guercino

- Carlo Bononi (también activo en Bolonia y Mantua)
- Alfonso Rivarola
- Giovanni Battista della Torre
- Camillo Berlinghieri
- Ippolito Caselli
- Francesco Naselli
- Ercole Sarti
- Giovan Francesco Barbieri, conocido como il Guerchin o Guercino (1591-1666)
- Paolo Antonio Barbieri
- Benedetto Gennari el Viejo
- Cesare Gennari
- Giuseppe Caletti
- Ludovico Lana
- Francesco Costanzo Cattaneo
- Giuseppe Bonati
- Giuseppe Avanzi
- Orazio e Cesare Mornasi
- Francesco Ferrari y Antonio Ferrari
- Francesco Scala
- Maurelio Scanavini
- Giacomo Parolini
- Giuseppe Zola
- Giovanni Francesco Braccioli
- Antonio Contri
- Giuseppe Ghedini
- Giovanni Monti
- Alberto Muchiatti
- Giuseppe Santi
- Giovanni Masi